# Pseudochoffatella
Pseudochoffatella es un género de foraminífero bentónico de la subfamilia Pseudochoffatellinae, de la familia Cyclamminidae, de la superfamilia Loftusioidea, del suborden Loftusiina y del orden Loftusiida. Su especie tipo es Pseudochoffatella cuvillieri. Su rango cronoestratigráfico abarca desde el Aptiense superior hasta el Albiense inferior (Cretácico inferior).

## Discusión
Clasificaciones previas incluían Pseudochoffatella en el suborden Textulariina del orden Textulariida o en el orden Lituolida.

## Clasificación
Pseudochoffatella incluye a las siguientes especies:
- Pseudochoffatella algeriana †
- Pseudochoffatella cuvillieri †
- Pseudochoffatella gigantica †